# Česko-Slovenská filmová databáze
Česko-Slovenská filmová databáze (ČSFD.cz) – serwis internetowy poświęcony filmom oraz ludziom kina z Czech i Słowacji. Witrynę założył dziennikarz filmowy Martin Pomothy w 2001 roku, a od 2006 roku zarządza nią za pośrednictwem własnej firmy POMO Media Group s.r.o. Baza serwisu zawiera ponad 200 tys. filmów, 36 tys. aktorów, 13 tys. reżyserów oraz informacje na temat innych twórców filmowych.
W 2011 roku projekt zajął pierwsze miejsce w ankiecie Křišťálová Lupa (kategoria: serwisy tematyczne). W kategorii All Star uplasował się na miejscu czwartym.